# Atsushi Kaneko
カネコ・アツシ
Œuvres principales
- Bambi
- Soil
- Wet Moon
- Search and destroy

Atsushi Kaneko (カネコ・アツシ, Kaneko Atsushi), né le 26 décembre 1966 à Sakata, dans la préfecture de Yamagata, est un mangaka et réalisateur japonais.

## Biographie
Atsushi Kaneko arrête de lire des mangas à l'adolescence, souhaitant devenir réalisateur. Après des études d'économie à l'université à Tokyo, il devient mangaka tout en préférant s'inspirer du cinéma et la musique, notamment du mouvement Punk rock puis Garage rock, plutôt que des techniques d'un autre dessinateur. En 1990, son manga Ratty gets new way est remarqué dans un concours pour le magazine Big Comic Spirits de l'éditeur Shōgakukan.
Son manga Bambi, paru entre 2000 et 2002 dans le Monthly Comic Beam, est publié en version française par les Éditions IMHO entre 2006 et 2012. Deux compilations sorties au Japon, intitulées [Shot The Pink Gun: Bad Tracks For BAMBi] et [One Shot One Kill: Bad Tracks For BAMBi 2], rendent hommage au personnage éponyme de la tueuse à gage.
En 2003 commence la prépublication de Soil également dans le Monthly Comic Beam, un thriller fantastique se déroulant dans une ville nouvelle. Publié en version française par Ankama, la série est nommée à deux reprises au Festival international de la bande dessinée d'Angoulême, et récompensé par le Grand prix de l'Imaginaire en 2012.
En 2005, il réalise Mushi, un des quatre segments du film Rampo Noir (乱歩地獄, Ranpo jigoku), adapté du roman La Chenille (芋虫, Imomushi) de Ranpo Edogawa.
En 2018, il dessine un remake du manga Dororo d'Osamu Tezuka intitulé Search & Destroy (サーチアンドデストロイ), prépublié entre 2018 et 2020 dans le TezuComi, magazine de 18 numéros en hommage au mangaka. La série est publiée en un total de trois volumes reliés au Japon et la version française est publiée par Delcourt/Tonkam à partir du 3 février 2021.

## Style
Le dessin d'Atsushi Kaneko est caractérisé par le noir et blanc et l'utilisation de lignes fortes. Son style graphique est inspiré par la bande-dessinée indépendante américaine (notamment Paul Pope), japonaise (Suehiro Maruo) ainsi que par les affiches de concert de la scène punk. Le cinéma joue également un grand rôle dans son inspiration, son univers étant notamment souvent rapproché de celui de David Lynch ou de Quentin Tarantino,,.
Le trait personnel d'Atsushi Kaneko le pousse à travailler la plupart du temps seul, sans assistants, contrairement à la majorité des mangakas, afin de conserver sa particularité.

## Œuvres

### Mangas
- 1992 : Rock"n Roll Igai ha Zenbu Uso (ロックンロール以外は全部嘘?)
- 1998 : R
- 1998 : Bambi
- 2000 : B.Q. - THE MOUSE BOOK
- 2001 : ATOMIC?
- 2004 : HUNKY×PUNKY
- 2004 : Soil
- 2008 : B.Q. - THE FLY BOOK
- 2008 : B.Q. - OUTTAKES THE ROACH BOOK
- 2011 : Wet Moon
- 2014 : Deathco
- 2018 : Search & Destroy
- 2020 : EVOL

### Filmographie
- 2005 : Rampo Noir (乱歩地獄, Ranpo jigoku?) (segment Mushi)

## Récompenses et distinctions

### Récompenses
- 2012 : Grand prix de l'Imaginaire pour Soil, catégorie « Manga »[9]
- 2014 : Prix Asie ACBD pour Wet Moon[19]

### Nominations
- 2012 : Sélection polar du 39e festival de la bande dessinée d'Angoulême pour Soil[7]
- 2013 : Sélection officielle du 40e festival de la bande dessinée d'Angoulême pour Soil[8]
- 2015 : Sélection polar du 42e festival de la bande dessinée d'Angoulême pour Wet Moon